# Regattastrecke Toda
Die Regattastrecke Toda (japanisch 戸田漕艇場, Toda Sōteijō) ist eine Regattastrecke im Südosten der japanischen Stadt Toda. Sie befindet sich am Nordufer des Arakawa und grenzt an die Hauptstadt Tokio.

## Geschichte
Als Tokio als Austragungsort für die Olympischen Sommerspiele 1940 ernannt wurde, wurde 1939 eine Regattastrecke in Toda erbaut. Die Strecke war zu diesem Zeitpunkt 2400 Meter lang, 70 Meter breit und im Durchschnitt circa 3 Meter tief. Allerdings fanden die Spiele 1940 aufgrund des Zweiten Weltkriegs nicht statt und die Strecke wurde während des Krieges stark beschädigt. Als Tokio den Zuschlag zur Austragung der Olympischen Sommerspiele 1964 erhielt, begannen im Januar 1963 an der Strecke Bauarbeiten. So war die Breite der Strecke in ihrer ursprünglichen Form nicht ausreichend für die olympischen Regatten. Aus diesem Grund wurde das Gewässer am Südufer um 2,5 Meter und am Nordufer um 17,5 Meter vergrößert, sodass die Strecke folglich eine Breite von 90 Metern aufweisen konnte. Zudem wurde ein Bootshaus, ein Hauptquartier, ein Kampfrichterraum, Beobachtungsposten, Starteinrichtungen und Kursmarkierungen errichtet. Die Ausgaben für die Arbeiten an der Strecke beliefen sich auf rund 330 Millionen Yen (916.667 US-Dollar). Darüber hinaus gab die Präfektur Saitama etwa 300 Millionen Yen (833.333 US-Dollar) für die Verschönerung der Umgebung aus. Zudem wurde im Zielbereich eine Tribüne mit 8262 Sitzplätzen errichtet.